# Longville (Luizjana)
Longville – jednostka osadnicza w Stanach Zjednoczonych, w stanie Luizjana, w parafii Beauregard.